# 790 v.Chr.
Het jaar 790 v.Chr. is een jaartal volgens de christelijke jaartelling.

## Gebeurtenissen

### Babylonië
- Koning Marduk-bel-zeri begint zijn heerschappij over de vazalstaat Babylon.